# 逃婚一百次
《逃婚100次》（英語：Running Man），2017年台灣偶像劇，由黃鴻升、李千那、納豆、張景嵐、許萌希領銜主演。本片獲得中華民國文化部105年度行動寬頻影音節目製作補助案戲劇類新臺幣1200萬元。2017年5月14日開鏡，10月12日起每週四五六日晚上八點於myVideo、LiTV 線上影視、LINE TV、friDay影音、CHOCO TV、KKTV播出，10月28日起每週六日晚上九點於緯來戲劇台播出，11月12日網路版播出完結。

## 播出時間

### 首播
| 頻道/影音  | 所在地 | 播映日期       | 播出時間                   |
| ---------- | ------ | -------------- | -------------------------- |
| myVideo    | 臺灣   | 2017年10月12日 | 每週四五六日 20:00 - 20:30 |
| friDay影音 | 臺灣   | 2017年10月12日 | 每週四五六日 20:00 - 20:30 |
| LINE TV    | 臺灣   | 2017年10月12日 | 每週四五六日 20:00 - 20:30 |
| CHOCOTV    | 臺灣   | 2017年10月12日 | 每週四五六日 20:00 - 20:30 |
| KKTV       | 臺灣   | 2017年10月12日 | 每週四五六日 21:00 - 21:30 |
| 緯來戲劇台 | 臺灣   | 2017年10月28日 | 每週六、週日 21:00 - 22:00 |

## 演員列表

### 主要演員
| 演員   | 角色   | 介紹 |
| 黃鴻升 | 許達才 | 32歲，普通到不行的平凡男子。身為七年級前段生，從小看著五月天從幾個唱台語的年輕人成為搖滾天團，看著「夢想」兩個字跟著五月天一起成為世代口號，但他卻不知道自己的夢想是什麼。他從不清楚自己到底喜歡什麼，跟積極有成就的人生相比，更喜歡輕鬆無憂過日子。本來以為可以自由自在活到突然死亡的那天，更不用說是要進入婚姻了，誰知道老天爺就是這麼愛開玩笑，自從遇見鍾艾晴發生一夜情之後一切都變了。 |
| 李千那 | 鍾艾晴 | 31歲，覺得自己很特別不輕易妥協的女子。有一套完整的人生進度規劃，大學期間實習、23歲出國留學、30歲創業、35歲之前衝刺事業，40歲之前成為知名服裝設計師，最好還可以連鎖，接著才是結婚生子，或者，領養一個小孩。她是相信愛情的，但與其為了愛情犧牲一切的時間精力，她更想追求夢想。本來以為可以照著計劃直到事業成功的那天，卻意外和許達才發生一夜情還懷了小孩，人生計劃從此被打亂了。             |
| 納豆   | 曾大利 | 許達才的活寶好兄弟，他無時無刻稱讚女人於無形，女友一個換過一個，看似遊戲人間，實際是被初戀女友狠狠甩掉之後，深受打擊而不敢再動真情。風情萬種的他其實是相信真愛的，只是時候還未到。跟劉美艷在各個平行宇宙裡，有各種不同的感情關係。三天沒把妹，便覺面目可憎，你們好可憎噢！ |
| 張景嵐 | 沈嘉儀 | 許達才跟曾大利的高中同學，天生的美女，氣質鄰家，笑起來單純可愛。是許達才青春期的完美女神。長大後的他們，在32歲的七夕情人節重逢。重逢初戀情人有一百萬種狀況，偏偏發生在許達才的身上總是最荒謬的那一種⋯⋯ |
| 許萌希 | 劉美艷 | 聰明伶俐的漂亮女人。長相豔麗身材姣好，有自己一套對付男人的招數。是曾大利的女神天菜。每個人身邊都要有一個這樣犀利的朋友～幫我們挑情人的眼光，絕對是比算命阿姨還準～ |

### 特別演出
| 演員     | 角色     | 介紹                                                                                          |
| 藍正龍   | 神酒保   | 給了許達才神祕骰子，助他逃婚一臂之力。                                                        |
| 安心亞   | 蔣美月   | 女明星，演出電影—《阿嬤的夢中情人》而走紅。當許達才每次一穿越的第一天，她就被新聞報道其死訊。 |
| 北村豐晴 | 酒吧客人 | 走路不小心把酒潑在許達才身上。                                                                |

### 聯合演出
| 演員   | 角色     | 介紹               |
| 邱薇而 | 新聞主播 | 億百新聞台新聞主播 |
| 鄭如吟 | 芳如     |                    |
| 李英宏 | 陳進南   |                    |
| 盧芃宇 | 田甜     | 超商女店員         |
| 白雲   | 游夠壯   | 捐精者             |
| 鄧安寧 | 健檢醫師 |                    |
| 莫允雯 | 醫師     |                    |
| 壯壯   | 男秘書   |                    |
| 林建予 | 司機     |                    |
| 吳廷宏 | 餐廳老闆 |                    |
| 姚坤君 | 達才媽   |                    |
| 何承蔚 | 小達才   | 年幼許達才         |
| 江佑真 | 女店員   |                    |

## 製作團隊
- 監製：湯昇榮、張森和、林嘉莉
- 製作人：曾瀚賢、許文雄
- 導演：北村豐晴
- 編劇：楊宛儒
- 製作公司：瀚草影視公司

## 電視劇歌曲
| 曲別   | 歌名             | 演唱者         | 作詞               | 作曲               |
| 片頭曲 | 感覺對了         | 黃鴻升         | 黃鴻升             | 黃鴻升             |
| 片尾曲 | 新寵             | 閻奕格         | 廖庭翊             | 張簡君偉           |
| 插曲   | 空文             | 李千娜         | 伍家輝、廖羽、周菁 | 伍家輝、廖羽、周菁 |
| 插曲   | 命中注定         | 李千娜         | 李千娜             | 邱鋒澤、張暐弘     |
| 插曲   | 阿不然現在是怎樣 | 陳零九、郭雪芙 | 陳零九、郭雪芙     | 陳零九、米奇林     |
| 插曲   | 愛情列車長       | 陽帆           | 陳惠徹             | 葉佳修             |

## 外部連結
- 瀚草影視的Facebook專頁

| 臺灣 緯來戲劇台 每週六、週日 21:00 - 22:00  | 臺灣 緯來戲劇台 每週六、週日 21:00 - 22:00   | 臺灣 緯來戲劇台 每週六、週日 21:00 - 22:00 |
| ------------------------------------------- | -------------------------------------------- | ------------------------------------------ |
|                                             | 逃婚一百次 （2017年10月28日－2017年12月2日） |                                            |
| 最好的選擇 （2017年9月2日－2017年10月22日） | 施公奇案                                     |                                            |